# Yanliaomyzon
Yanliaomyzon — викопний рід круглоротих із ряду міногоподібних. Існував у середньому юрі (келовейський вік, 163 млн років тому). Належить до біоти Яньляо. Скам'янілі відбитки риби знайдено у відкладеннях формації Даохугоу і Тяодзішань у провінції Ляонін на півночі Китаю. Рід має два види: Yanliaomyzon occisor і Yanliaomyzon ingensdentes. Ці види важливі тим, що вони є першими міногами, які дуже схожі на сучасні види.

## Опис

Розміри обох видів

Вид Y. occisor має довжину тіла 64 сантиметри, що зробило б його найбільшою відомою викопною міногою. Обидва представники цього роду нагадують сучасну сумчасту міногу (Geotria australis). Yanliaomyzon має зубчастий ротовий диск, який набагато більше схожий на диск сучасних міног, ніж палеозойських міног. Ці два види відрізняються відмінностями в анатомії зубчастого ротового диска, а також тим, що хвіст займає близько 40 % довжини тіла в Yanliaomyzon ingensdentes, але менш як 28 % загальної довжини тіла Y. occisor.